# Błażej Fila
Błażej Fila (ur. 24 stycznia 1854 w Woli Raniżowskiej, zm. ?) – polityk ludowy, poseł do austriackiej Rady Państwa
Syn Wawrzyńca, chłopa ze wsi Wola Raniżowska w pow. kolbuszowskim, po którym odziedziczył gospodarstwo 7 morgowe gospodarstwo. Ukończył szkołę ludową w rodzinnej miejscowości i średnią w Kolbuszowej. Działacz Polskiego Stronnictwa Ludowego, a następnie od 1913 PSL „Piast”.
W latach 1906–1909 był członkiem Rady Powiatowej w Kolbuszowej. Poseł do austriackiej Rady Państwa XII kadencji (30 maja 1917 – 28 października 1918), wybrany jako zastępca z listy PSL w okręgu nr 45 (Nisko-Rozwadów), zastąpił zmarłego posła Jana Bisa. Był członkiem grupy posłów PSL w Kole Polskim w Wiedniu.
Podczas I wojny światowej służył w armii austro-węgierskiej. Pod koniec października 1918 zorganizował oddział Milicji Ludowej, który rozbroił posterunek żandarmerii austro-węgierskiej w Raniżowie, a następnie utrzymywał porządek we wsi i okolicy w pierwszych miesiącach niepodległej Polski.
Był żonaty z Zofią z Dulów, mieli trzech synów i dwie córki.